# منذر (اسم)
منذر هو اسم علم مذكر من أصل عربي، ومعناه هو من الفعل أنذر، المهدد، المعلم بالأمر، المرسل الإنذار، والمنذر الشيب لأنه ينذر البدن، قال تعالى: ﴿ إنما أنت منذرٌ ولكل قومٍ هادٍ﴾ [ الرعد من الآية 7].

## شخصيات تحمل الاسم
- منذر أبو حلتم (1964 – )
- منذر أبو عمارة (لاعب كرة قدم أردني، 24 أبريل 1992 – )
- منذر الشيحاوي (شاعر ساخر سوري، 1949 – 6 أكتوبر 2015)
- منذر القباني (10 نوفمبر 1970 – )
- منذر الكبير
- منذر الكسار (1945 – )
- منذر المصري (1935 – 6 سبتمبر 2010)
- منذر خلف (1971 – 13 مارس 2008)
- منذر رجا (22 فبراير 1993 – )
- منذر رياحنة (ممثل أردني، 8 أبريل 1974 – )
- منذر دحلة (عالم فلسطيني، 27 أغسطس 1962 - )

## وصلات خارجية
- موسوعة السلطان قابوس لأسماء العرب